# لاست نیشن (آیووا)
لاست نیشن (به انگلیسی: Lost Nation) شهری در ایالت آیووا کشور ایالات متحده آمریکا است که جمعیت آن در سرشماری سال ۲۰۱۰ میلادی، ۴۴۶ نفر بوده‌است.